# Magas (syn Ptolemeusza III)
Magas (gr. Μάγας) – młodszy syn Ptolemeusza III Euergetesa i Bereniki II, brat Ptolemeusza IV i Arsinoe III.
Został zamordowany skrytobójczo podczas kąpieli w łaźni, oblany przez służącego wrzątkiem. Inicjatorem morderstwa był wszechwładny minister Sosibios, widzący w Magasie ewentualnego konkurenta do tronu dla młodego Ptolemeusza IV.